# Калиній Остап Олексійович
Калиній Остап Олексійович (* 1912, с. Шумляни, Підгаєцький район, Тернопільська область — † 14 травня 1945,  с. Шумляни, Підгаєцький район, Тернопільська область) — член Української Повстанської Армії, член легіону Нахтігаль, референт районної СБ ОУН. 

## Життєпис

### Діяльність
У 1939 році був членом Військових Відділів Націоналістів.
У 1941 - 1942 роках проходив вишкіл у легіоні Нахтігаль. 
З 1942 року був референтом районної служби безпеки ОУН.
Заснував у селі Шумляни осередок Всеукраїнського Товариства "Просвіта" ім. Т.Г. Шевченка, та одну із найбільших на районі підпільних друкарень ОУН.

### Обставини загибелі
у 1944 році перебував у с. Шумляни, в одній із своїх криївок. В цей час у селі перебувала група НКВД з метою захопити Остапа. Дізнавшись про місце перебування криївки, бійці НКВД оточили її та почали штурм. Після тривалого бою Остап вистрелив собі у голову, щоб не бути захопленим у полон.
Похований на цвинтарі у с. Шумляни

### Сім'я
Був одружений з Водвуд Софією, у 1932 році народилась донька Ірина.
Мав чотирьох братів (Микола, Павло, Іван, Михайло) та сестру (Ганна).